# صبحت بخیر عزیزم
 صبحت بخیر عزیزم نام یک آلبوم موسیقی اثر معین، هنرمند ایرانی است که در سبک پاپ و سنتی تهیه شده و دارای ۸ آهنگ است.

## فهرست آهنگ‌ها
صبحت بخیر عزیزم
| آلبوم صبحت بخیر عزیزم، شرکت ترانه، ۱۳۶۸ (1989) |                |                |                |
| آهنگ                                           | ترانه‌سرا       | آهنگساز        | تنظیم          |
| صبحت بخیر عزیزم                                | هما میر افشار  | محمد حیدری     | منوچهر چشم آذر |
| ترمه و اطلس                                    | هما میر افشار  | آهنگ محلی      | کاظم عالمی     |
| خودَم میام                                      | جمشید شیبانی   | معین           | بیژن مرتضوی    |
| باوَرَم کن                                       | جهانبخش پازوکی | جهانبخش پازوکی | منوچهر چشم آذر |
| عاشقتر از من چه کَسی                            | جهانبخش پازوکی | جهانبخش پازوکی | بیژن مرتضوی    |
| چگونه چگونه                                    | لیلا کسری      | معین           | کاظم عالمی     |
| تنهاترین مَرد                                   | هما میر افشار  | دکتر ناروَند    | بیژن مرتضوی    |
| پا به پای تو                                   | بابک رادمَنش    | بابک رادمَنش    | بیژن مرتضوی    |